# 마슬로프 지표
심플렉틱 위상수학에서 마슬로프 지표(Маслов指標, 영어: Maslov index)는 심플렉틱 다양체 속의 라그랑주 부분 다양체 속의 폐곡선에 대응되는, 폐곡선이 감기는 수를 측정하는 정수이다. 양자역학의 반고전적 근사법에서, 고전적 작용의 보정항으로 등장한다.

## 정의
{\displaystyle 2n}차원 심플렉틱 벡터 공간 {\displaystyle (V,\omega )}가 주어졌다고 하자. 그 속의 라그랑주 부분 공간들의 모듈라이 공간은 다음과 같다.
{\displaystyle \operatorname {U} (n)/\operatorname {O} (n)}
이는 {\displaystyle n(n+1)/2}차원의 동차공간이며, 이를 라그랑주 그라스만 다양체(영어: Lagrangian Grassmannian)이라고 한다.
라그랑주 그라스만 다양체의 기본군은 무한 순환군 {\displaystyle \mathbb {Z} }이다. 구체적으로, {\displaystyle \operatorname {U} (n)}의 기본군은 {\displaystyle \mathbb {Z} }이며, 이는 유니터리 행렬의 행렬식이 단위 복소수 {\displaystyle \det M\in \{z\in \mathbb {C} \colon |z|=1\}}임에서 기여한다. 직교 행렬의 행렬식은 {\displaystyle \pm 1}이므로, 라그랑주 그라스만 다양체의 기본군은 {\displaystyle 2\mathbb {Z} \subset \pi _{1}(\operatorname {U} (n))=\mathbb {Z} }이다.
{\displaystyle 2n}차원 심플렉틱 다양체 {\displaystyle (M,\omega )}이 주어졌다고 하자. 그렇다면, 각 접공간 {\displaystyle T_{x}M}에 대하여 라그랑주 그라스만 다양체를 취하면, 올이 {\displaystyle \operatorname {U} (n)/\operatorname {O} (n)}인 올다발 {\displaystyle \Lambda M\twoheadrightarrow M}을 정의할 수 있다. 이를 라그랑주 그라스만 다발이라고 한다.
{\displaystyle M} 속의 라그랑주 부분 다양체 {\displaystyle L\subset M}가 주어졌다고 하자. 그렇다면, 임의의 {\displaystyle x\in L}에 대하여 라그랑주 그라스만 다발 {\displaystyle \Lambda M}으로 가는 다발 사상
{\displaystyle L\to \Lambda M}
이 존재한다. 만약 {\displaystyle L}이 축약 가능 공간이라고 하면, {\displaystyle \Lambda M|_{L}}과 {\displaystyle \operatorname {U} (n)/\operatorname {O} (n)}은 서로 호모토피 동치이며, 자연스러운 군 동형
{\displaystyle \pi _{1}(\operatorname {U} (n)/\operatorname {O} (n))\cong \pi _{1}(\Lambda M|_{L})}
이 주어진다. 위 동형은 코호몰로지에 의한 당김
{\displaystyle \mathbb {Z} \cong \langle a\rangle \cong H^{1}(\operatorname {U} (n)/\operatorname {O} (n))\cong H^{1}(\Lambda M|_{L};\mathbb {Z} )\to H^{1}(L;\mathbb {Z} )}
이 존재한다. 이 경우, {\displaystyle H^{1}(\operatorname {U} (n)/\operatorname {O} (n))}의 생성원 {\displaystyle a}의 {\displaystyle H^{1}(L;\mathbb {Z} )}에서의 상을 마슬로프 지표(영어: Maslov index) {\displaystyle m\in H^{1}(L;\mathbb {Z} )}라고 한다. 폐곡선 또는 1차 호몰로지류 {\displaystyle [\gamma ]\in H_{1}(M;\mathbb {Z} )}의 마슬로프 지표는 정수 {\displaystyle m([\gamma ])\in \mathbb {Z} }이다.

## 역사
빅토르 파블로비치 마슬로프(러시아어: Ви́ктор Па́влович Ма́слов)가 WKB 근사를 다루기 위하여 도입하였다. 이후 블라디미르 아르놀트가 1967년에 이를 대수적 위상수학을 통해 설명하였다.